# Ràl·lids

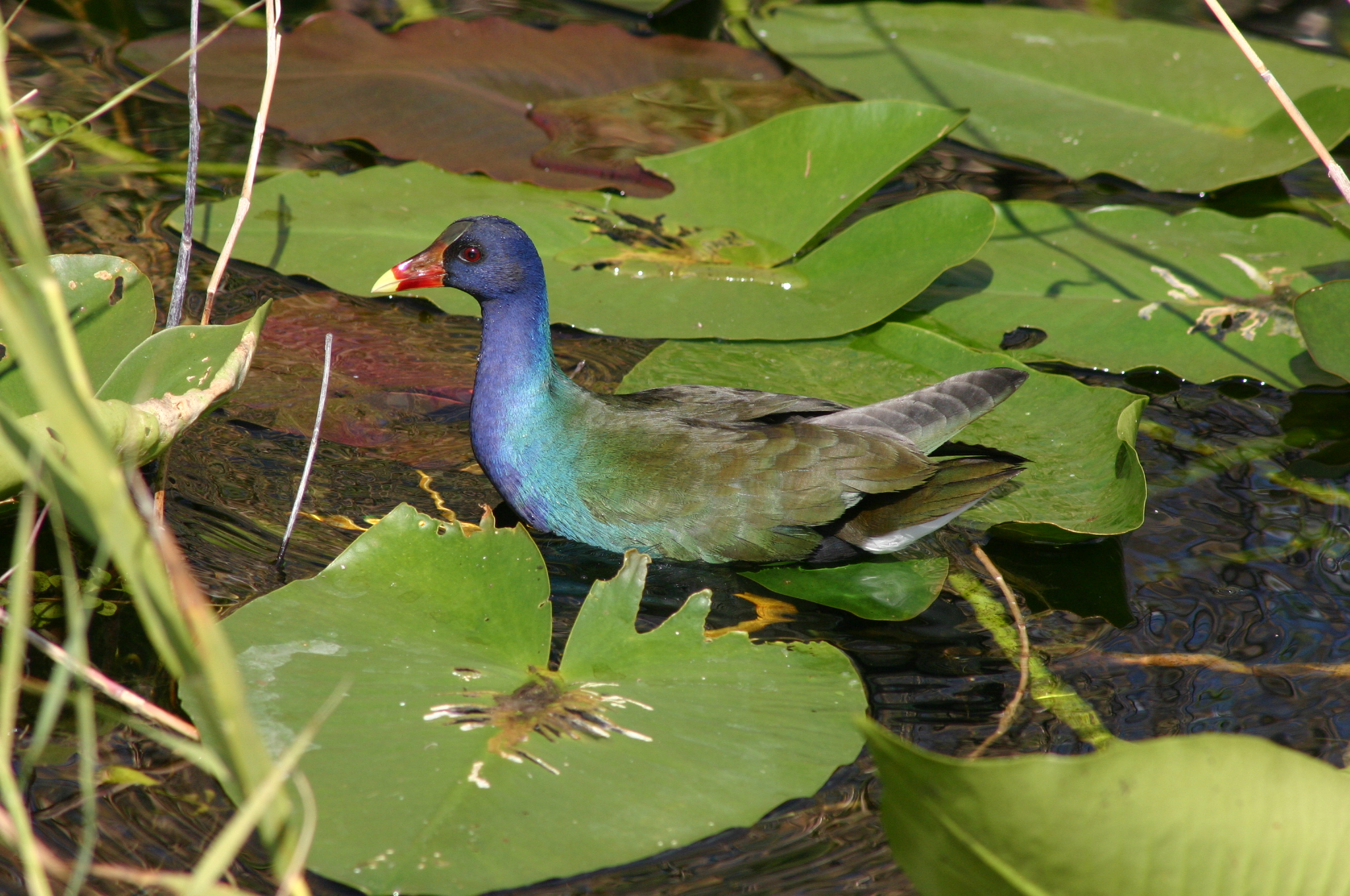
Porphyrio martinica fotografiat al Park Nacional dels Everglades de Florida, Estats Units.

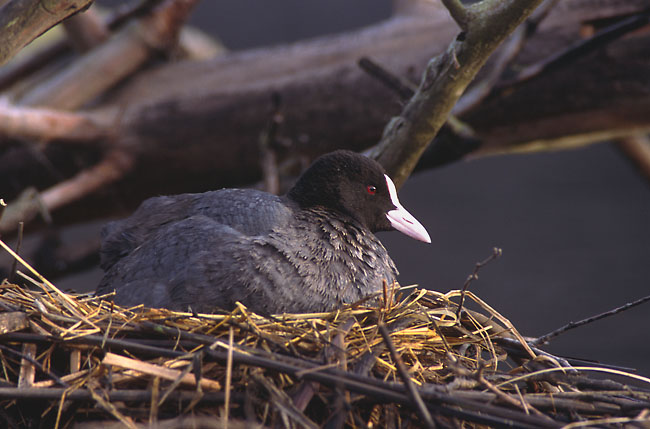
Fotja vulgar

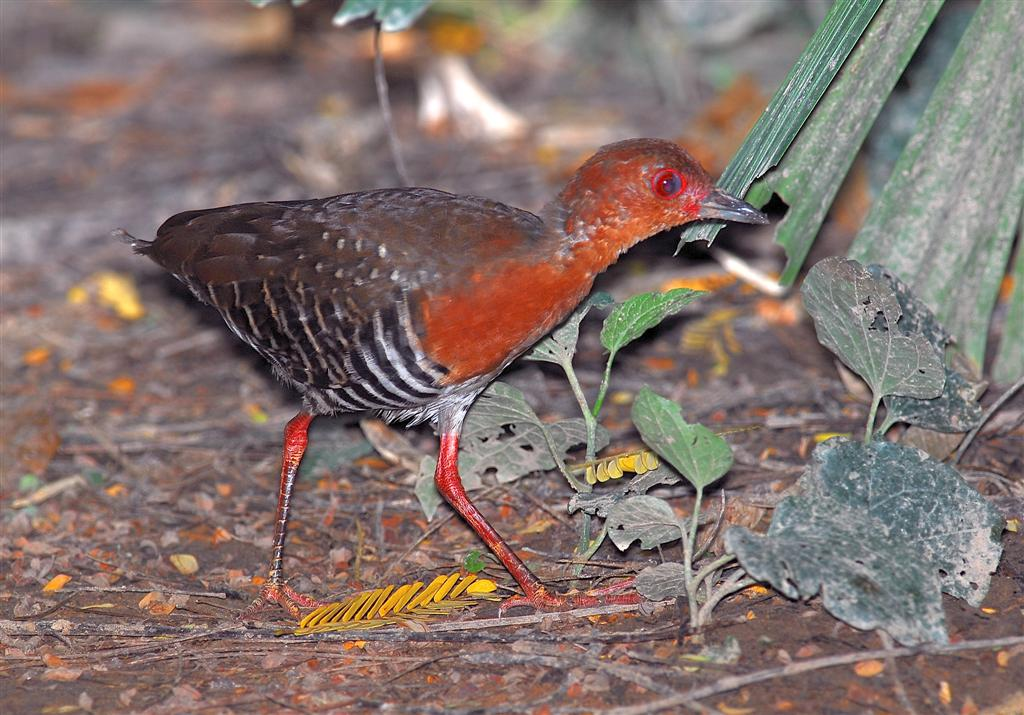
Rasclet cama-roig

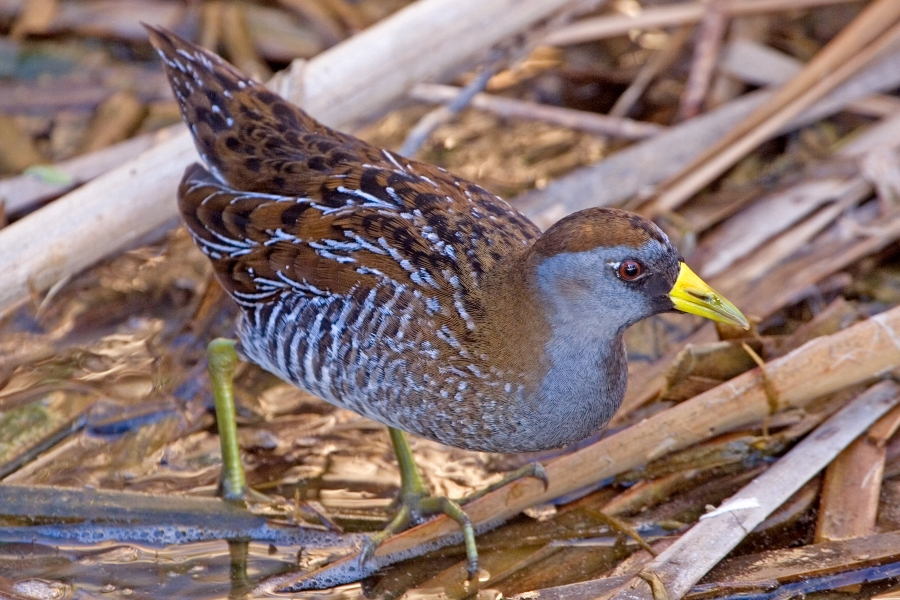
Porzana carolina

Els ràl·lids (Rallidae) són una família de petits ocells (cap dels quals no ultrapassa els 82 cm) de l'ordre dels gruïformes que viuen prop de l'aigua, ja sigui prop de rius, estanys i llacs, ja sigui de maresmes. S'alimenten de parts tendres de vegetals i de grans. Algunes espècies són migradores.
Són típics de les zones humides dels Països Catalans el rascló, la polla pintada, la picardona, la polla d'aigua i la fotja.

## Taxonomia
Aquesta família està formada per 43 gèneres amb 152 espècies, segons la classificació de Congrés Ornitològic Internacional, versió 13.2 2023:
- Gènere Canirallus, amb una espècie:rascló caragrís (Canirallus oculeus).
- Gènere Mustelirallus, amb 4 espècies.
- Gènere Pardirallus, amb tres espècies.
- Gènere Amaurolimnas, amb una espècie:rascló unicolor  (Amaurolimnas concolor).
- Gènere Aramides, amb 8 espècies.
- Gènere Rallus, amb 14 espècies.
- Gènere Crecopsis, amb una espècie:guatlla maresa africana (Crecopsis egregia).
- Gènere Rougetius, amb una espècie:rascló de Rouget  (Rougetius rougetii).
- Gènere Dryolimnas, amb dues espècies.
- Gènere Crex, amb una espècie:guatlla maresa eurasiàtica (Crex crex).
- Gènere Aramidopsis, amb una espècie:rascló de Platen (Aramidopsis plateni).
- Gènere Lewinia, amb 4 espècies.
- Gènere Diaphorapteryx, amb una espècie:rascló de Hawkins (Diaphorapteryx hawkinsi).
- Gènere Aptenorallus, amb una espècie:rascló de l'illa de Calayan (Aptenorallus calayanensis).
- Gènere Habroptila, amb una espècie:rascló de Wallace (Habroptila wallacii).
- Gènere Gallirallus, amb una espècie:rascló weka (Gallirallus australis).
- Gènere Eulabeornis, amb una espècie:rascló bru (Eulabeornis castaneoventris).
- Gènere Cabalus, amb dues espècies.
- Gènere Hypotaenidia, amb 12 espècies.
- Gènere Porphyriops, amb una espècie:polla caranegra (Porphyriops melanops).
- Gènere Porzana, amb tres espècies.
- Gènere Tribonyx, amb dues espècies.
- Gènere Paragallinula, amb una espècie:polla menuda (Paragallinula angulata).
- Gènere Gallinula, amb 7 espècies.
- Gènere Fulica, amb 11 espècies.
- Gènere Porphyrio, amb 12 espècie:
- Gènere Micropygia, amb una espècie:rasclet ocel·lat  (Micropygia schomburgkii).
- Gènere Rufirallus, amb dues espècies.
- Gènere Coturnicops, amb tres espècies.
- Gènere Laterallus, amb 13 espècies.
- Gènere Mundia, amb una espècie:rascló de l'Ascensió  (Mundia elpenor).
- Gènere Aphanocrex, amb una espècie:rascló de Santa Helena (Aphanocrex podarces).
- Gènere Zapornia, amb 15 espècies.
- Gènere Rallina, amb 4 espècies.
- Gènere Gymnocrex, amb tres espècies.
- Gènere Himantornis, amb una espècie:rascló cama-roig (Himantornis haematopus).
- Gènere Megacrex, amb una espècie:rascló àpter (Megacrex inepta).
- Gènere Poliolimnas, amb una espècie:rasclet emmascarat (Poliolimnas cinereus).
- Gènere Aenigmatolimnas, amb una espècie:rasclet culroig (Aenigmatolimnas marginalis).
- Gènere Gallicrex, amb una espècie:polla crestada (Gallicrex cinerea).
- Gènere Amaurornis, amb 5 espècies.
- Gènere Aphanapteryx, amb una espècie:rascló rogenc (Aphanapteryx bonasia).
- Gènere Erythromachus, amb una espècie:rascló de Rodrigues (Erythromachus leguati).

Els gèneres Sarothrura, Mentocrex i Rallicula, classificats per HBW Alive 2017 als ràl·lids, són ubicats a la seva pròpia família dels sarotrúrids (Sarothruridae) per l'IOC.